# Macropinna
Macropinna is een geslacht van straalvinnige vissen uit de familie van hemelkijkers (Opisthoproctidae).

## Soort
- Macropinna microstoma Chapman, 1939